# 玉山景觀公路

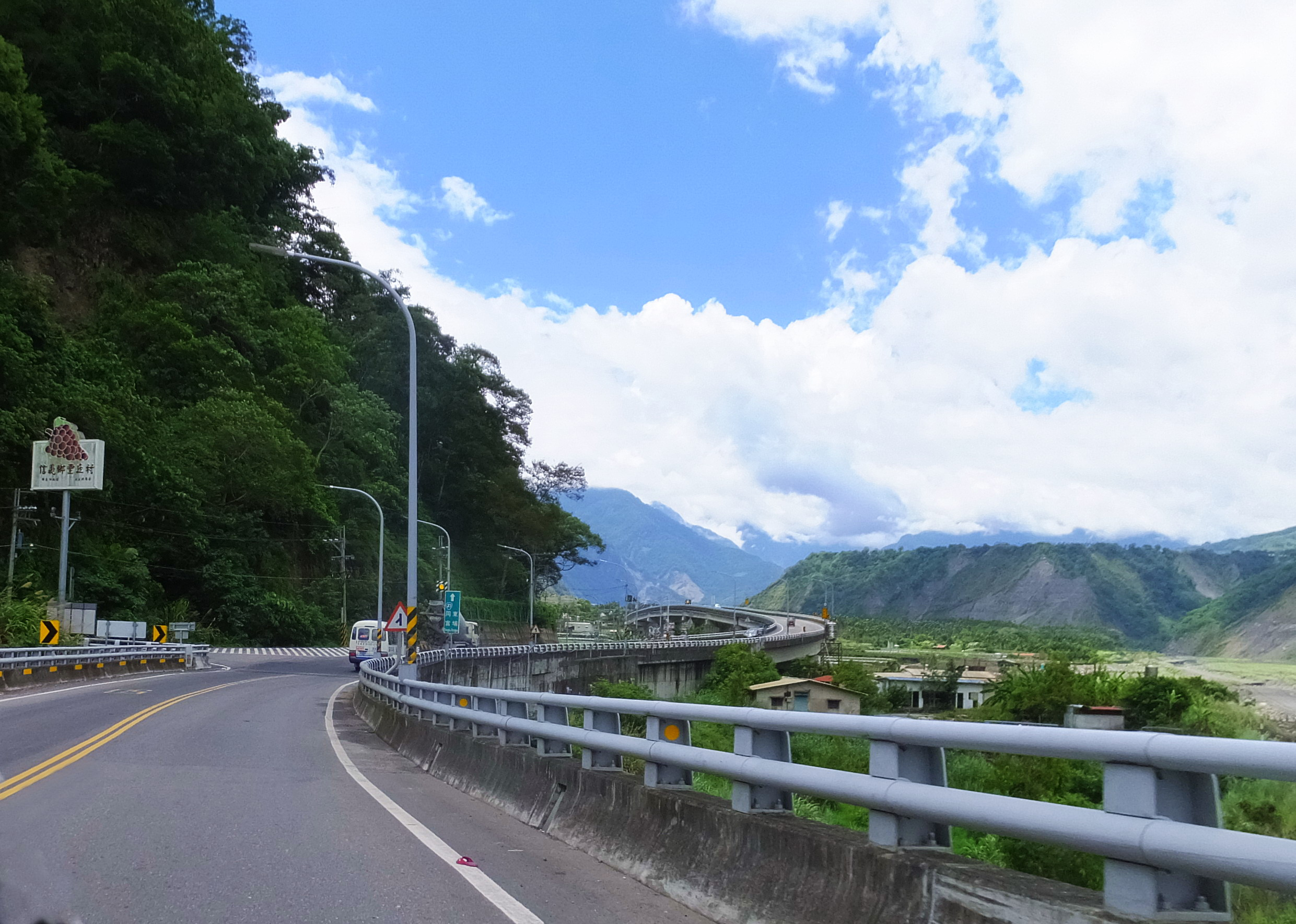
玉山景觀公路。

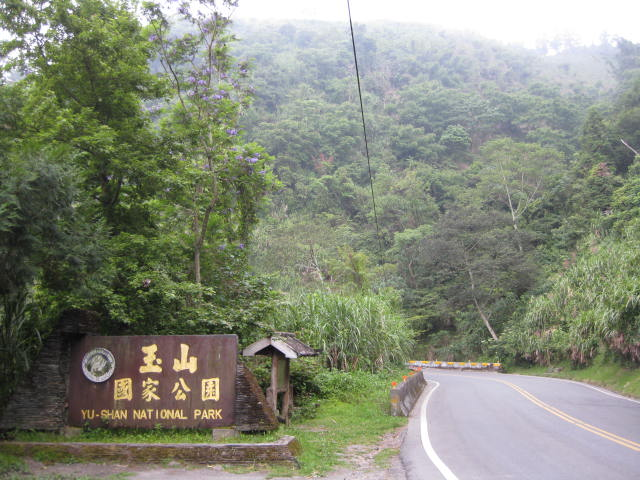
玉山國家公園界碑。

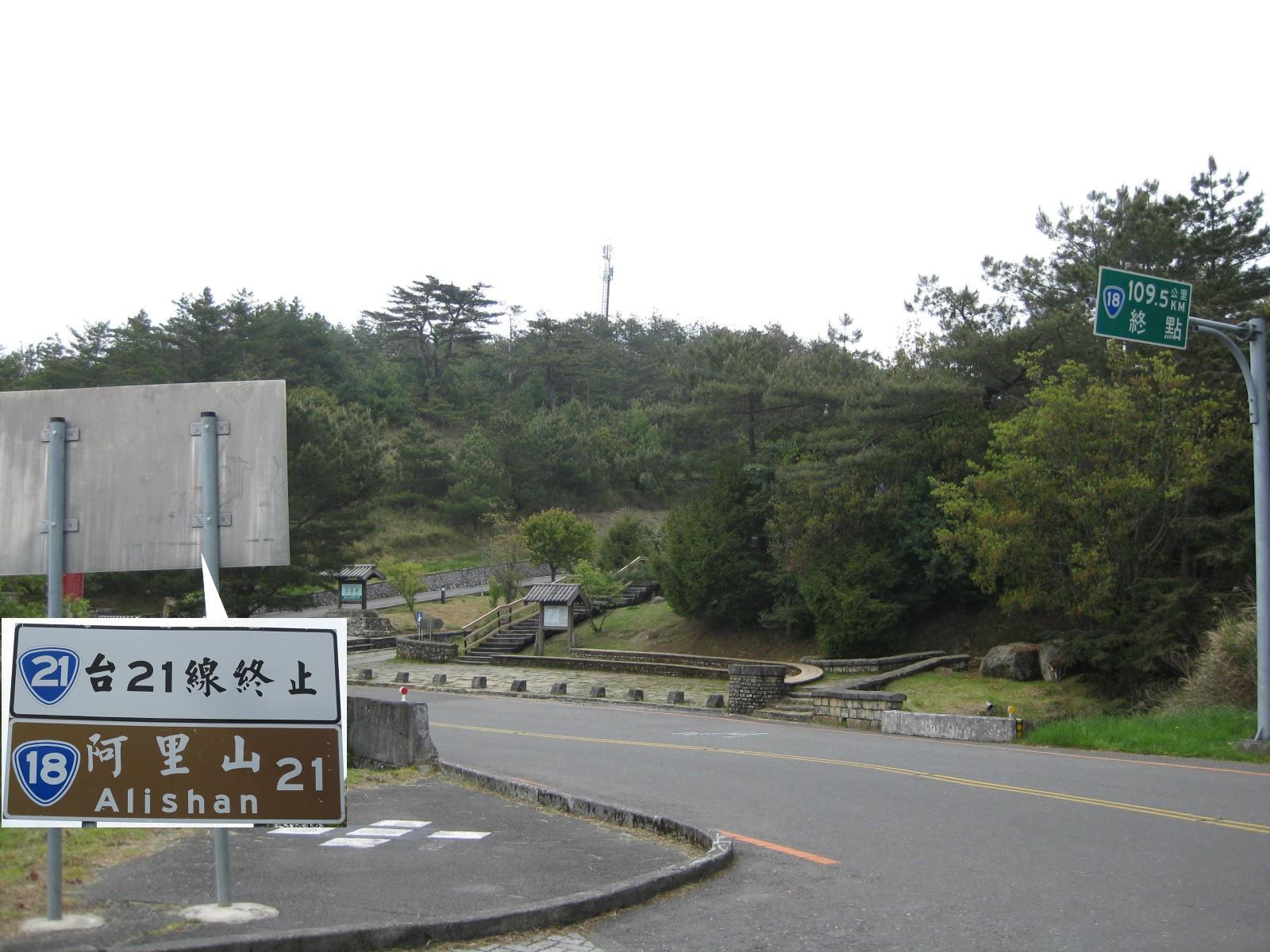
玉山景觀公路在塔塔加遊客中心門外一景。圖中可見台18線與台21線在此會合。

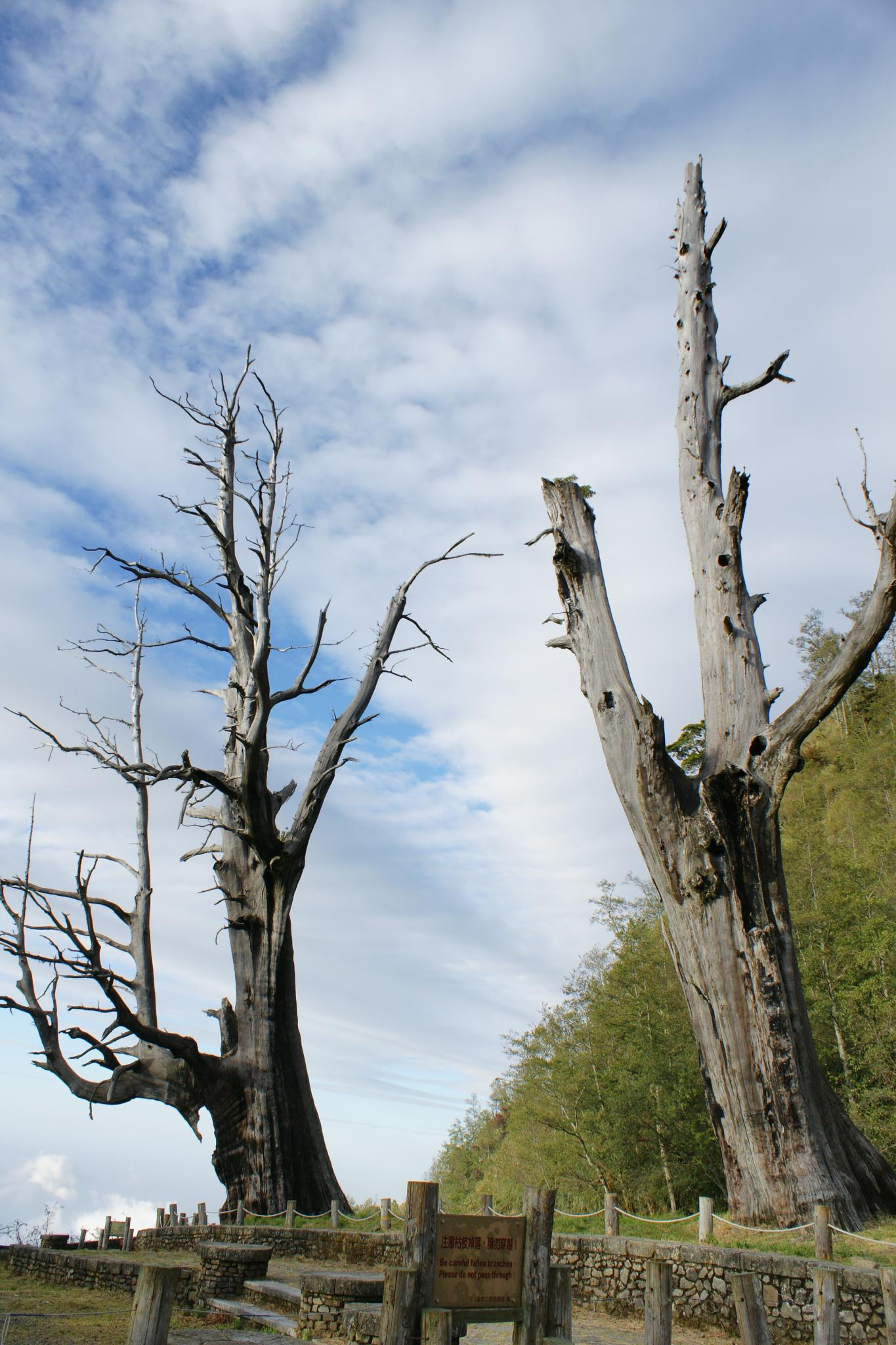
夫妻樹。

玉山景觀公路是臺灣一條行經玉山國家公園的景觀公路，由玉山國家公園管理處對新中橫公路所做的規劃。全線位於南投縣信義鄉境內。

## 簡介
1970年代，政府計畫開發臺灣中部的山地資源，興建一條東西橫貫公路，貫穿中央山脈，以聯繫東、西二地，利於區域上平衡發展，因而有了新建東西橫貫公路三條的計畫。1980年代，進入開發階段後，由於新中橫公路的路線規劃是直接衝擊玉山及東部山區，有恐破壞當地景觀與生態之虞，不利於生態發展與棲地保護之下，在臺灣的保育意識抬頭，加上內政部有意維護生態環境，使玉山國家公園得以成立，最後政府也不再開發玉山及東部山區，留下現今台18線與台21線所連成的新中橫公路。
有鑑於新中橫公路即將通車，玉山國家公園管理處曾在1990年12月發表規劃研究報告，將新中橫公路45公里至74公里之路段規劃為「玉山景觀公路」。其範圍是北起和社；南迄塔塔加遊客中心。全線總長約20餘公里。另有書刊報社等媒體介紹，對於阿里山至和社（同富）之間的路段，則是定義為「玉山景觀公路」。全線總長約67公里。然而，在玉山國家公園官方網站上，則將新中橫公路是以界碑區分，另命名「新中橫景觀公路」。其範圍是北起台21線119.5公里；南迄台18線105.2公里。

## 景點
沿線景點有觀峰、觀山、夫妻樹、塔塔加遊客中心、上東埔、石山，並有東埔山、鹿林山等山岳。觀峰、觀山都是展望點，可在公路旁停車場下車，駐足觀賞遠方之玉山景觀。夫妻樹是二株佇立於公路旁的紅檜，傳說是一對夫妻，因森林火災被燒死，又被雷擊給拆散，因而化身一對枯木。塔塔加遊客中心是玉山國家公園管理處設立，提供遊客諮詢、導覽解說等服務，並設有公廁、展示間、視聽室；二樓則是餐飲場所，有提供合菜、簡餐、咖啡、飲料等熱食飲品。上東埔是楠梓仙溪林道的起點，由此可通往玉山登山口，在停車場下方則有東埔山莊，提供106人床位入住。東埔山海拔2,782公尺，其登山口就在公路旁，登頂路程約30～40分鐘，登頂後即有360°視野，能展望阿里山山脈、玉山山脈、中央山脈等群山百岳。鹿林山海拔2,881公尺，從台18線92公里有石階山徑可入山，途中會經過鹿林山莊，路程來回約3小時。